# Тулагі (гора)
Тулагі (англ. Thulagi Chuli) — гора-семитисячник в Гімалаях. Входить до складу гірського масиву Мансірі-Гімал (також відомого під назвою Манаслу-Гімал), розташованого на півночі центральної частини Непалу.

## Історія сходжень
- 2003 — Непальська влада відкриває гору для сходжень.
- 2008 — Японська експедиція у складі 9 чоловік під керівництвом Тамотсу Охніші робить спробу сходження по північно-західній стіні.
- 2010 — Спроба сходження білорусько-російської команди по північно-західній стіні в альпійському стилі.
- 2011 — При підйомі на вершину по південному ребру пропали альпіністи мінського клубу «Хан-Тегрі»: керівник експедиції Микола Бандалет (учасник експедиції 2010 року) і Сергій Белоус. Останній раз вишли на зв'язок за 100 метрів до вершини. Підтверджень того, що вони досягли вершини, немає.
- 2011 — Спроба сходження красноярською командою. У сніговій лавині на висоті 6000 м гине учасник Сергій Черезов.
- 2013 — Експедиція ФАіС Москви. Через негоду експедицію згорнуто.
- 2014 — Невдала спроба російської команди у складі Валерія Шамало, Руслана Кириченко, Андрія Голубєва і Дениса Сушко.
- 2015 — Нова спроба росіян в складі: Валерій Шамало, Руслан Кириченко, Олександр Гуков, Іван Дождєв — успішна. Вершину пройдено.[3]

## Ресурси Інтернету
- Вікісховище має мультимедійні дані за темою: Тулагі (гора)
- Thulagi Chuli по маршруту Happy Birthday (історія першопроходу) [Архівовано 3 листопада 2015 у Wayback Machine.]